# Badi Assad

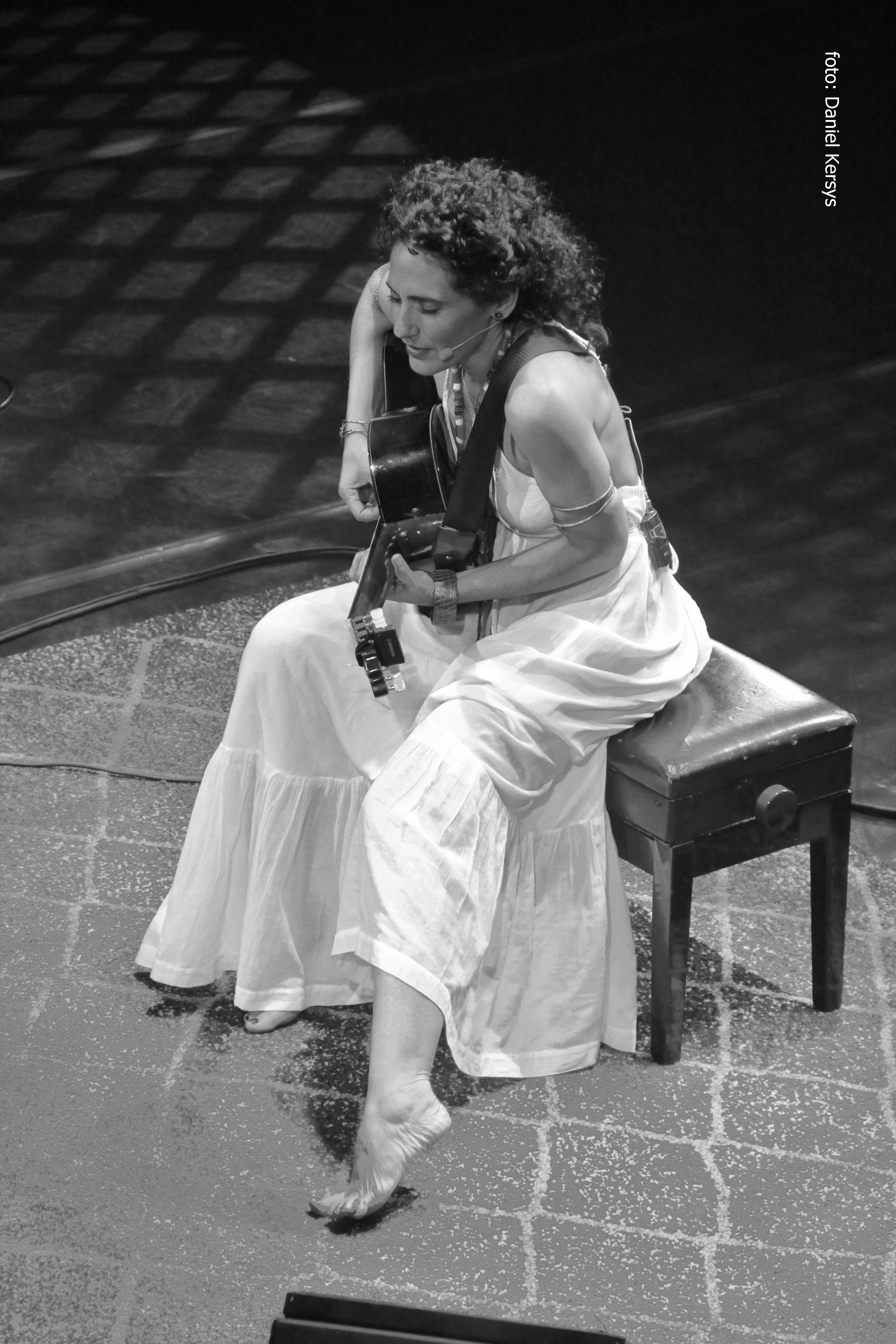
Concert in São Paulo

Badi Assad, nome artístico de Mariângela Assad Simão, (São João da Boa Vista, 23 de dezembro de 1966) é uma violonista, cantora, percussionista e compositora brasileira.

## Carreira
Batizada como Mariângela Assad Simão, nasceu em 1966, na cidade de São João da Boa Vista (SP), mudando em seguida para o Rio de Janeiro, onde ficou até os 12 anos. Seu pai Jorge, descendente de libaneses, decidiu mudar-se com a família para o Rio em 1969, para proporcionar aos irmãos de Badi, Sérgio e Odair Assad, aulas de violão clássico com a professora argentina Monina Távora, pupila de Andrés Segovia. Em meados dos anos 80, já como Duo Assad, seus irmãos ganharam reconhecimento e projeção internacional. Badi seguindo os passos dos irmãos,  iniciou seus estudos de violão aos 14 anos, após uma iniciação musical no piano.
Já aos 15 anos, dividiu o primeiro lugar como melhor violonista, ao lado de Fábio Zanon, no “Concurso Jovens Instrumentistas’, Rio de Janeiro. Quando completou 19 anos, ganhou o prêmio de melhor violonista Brasileira no ‘Concurso Internacional Villa-Lobos’ no Rio de Janeiro. Badi foi escolhida no ano seguinte como a única violonista para representar o Brasil no ‘Concurso Internacional de Viña Del Mar’, no Chile.
Badi Assad estudou música na Universidade Federal do Estado do Rio de Janeiro – UNIRIO. Em 1989, gravou seu primeiro álbum, Dança dos Tons, lançado somente no Brasil na época, posteriormente reeditado em CD em 2003, lançado internacionalmente com quatro faixas bônus, rebatizado de  Dança das Ondas. Em seguida, Badi iniciou experimentações vocais, produzindo sons de percussão com a boca, que aliados a sua performance ao violão, caracterizam suas gravações posteriores.
Em 1993, assinou contrato com o selo Chesky Records, conhecida por suas gravações de alta qualidade técnica dirigida ao público audiófilo.  Seus três álbuns para esta gravadora,  Solo lançado em 1994,  Rhythms em 1995 e Echoes of Brazil em 1997 sedimentam sua reputação internacional entre o público de jazz e da música instrumental. Em 1994, a revista Norte-Americana Guitar Player, a escolheu entre os 100 melhores artistas do mundo e em 1996 a revista Norte-America Classical Guitar considerou-a, junto com artistas como Charlie Hunter, Ben Harper e Tom Morello (do grupo Rage Against The Machine), um dos 10 jovens talentos que mais revolucionariam o uso das guitarras nos anos 90.  A revista americana Guitar Player a escolheu com o prêmio de melhor violonista daquele ano, assim como Rhythms o melhor CD, na categoria de violão acústico.
O álbum seguinte, Chameleon, gravado em 1998, Badi Assad documenta a sua colaboração com Jeff Scott Young, ex-integrante da banda Megadeth.  Três anos de mudanças radicais se seguiram após o lançamento de Chameleon. Dentre elas a descoberta de uma incapacidade motora que a impossibilitou de tocar violão por quase 2 anos. Depois de conseguir se recuperar completamente, ela retorna ao Brasil em 2001  após quatro anos de Estados Unidos.
Em 2003 ela gravou, novamente para o selo Chesky Records, o álbum Three Guitars, ao lado dos guitarristas Americanos, Larry Coryell e John Abercrombie.
O repertório de Verde, lançado em 2004 selo alemão DG (Universal Music), é formado por uma  mistura de novas interpretações altamente pessoais de clássicos brasileiros e americanos, além de novas composições, duas das quais compostas em parceria com Jeff Young. Em Verde, as composições de Badi aparecem ao lado das popularíssimas "Asa Branca", de Luiz Gonzaga, e "Bom Dia, Tristeza", de Adoniran Barbosa e Vinícius de Morais, além de novas leituras de Björk e U2.

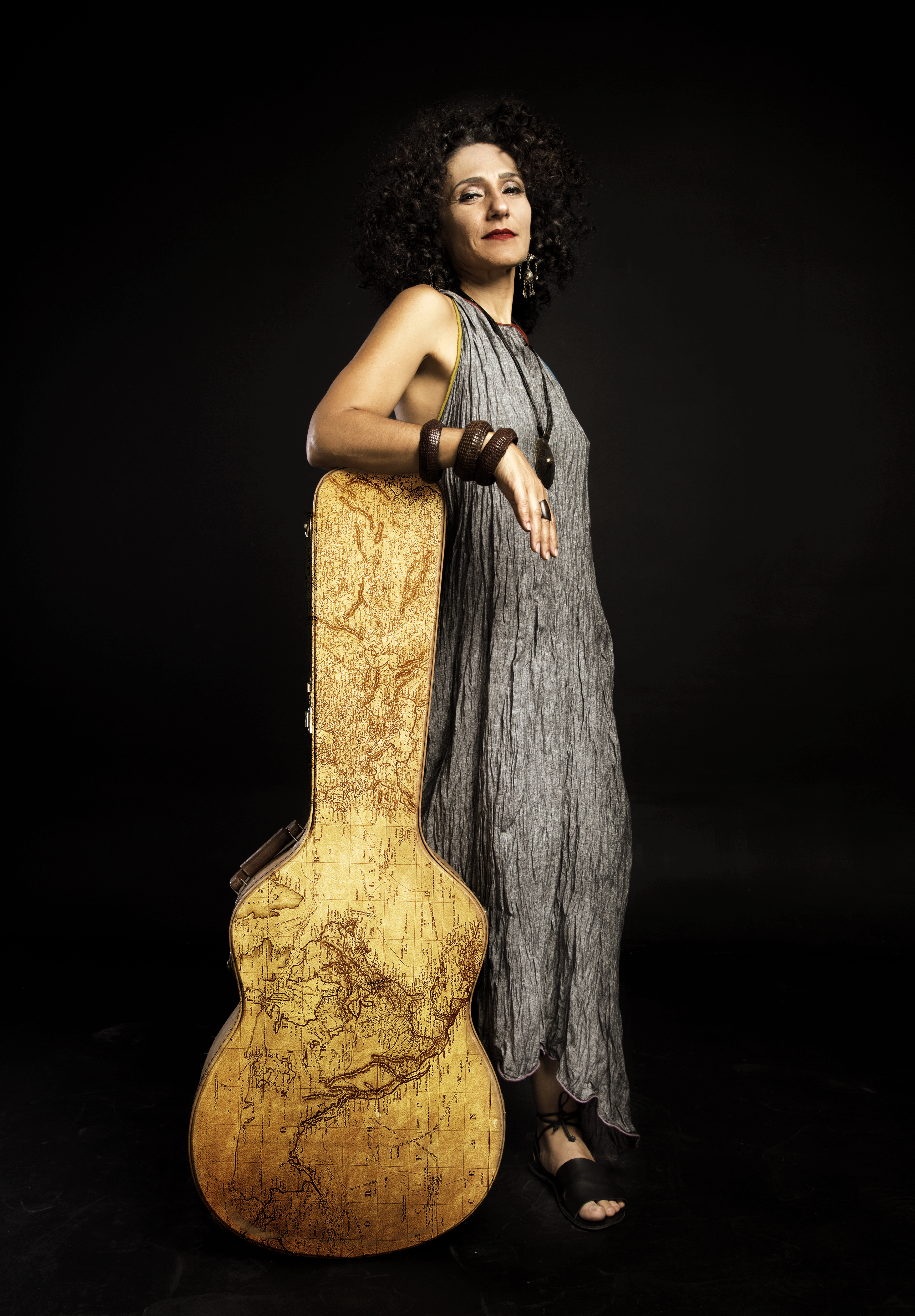
Foto presente no encarte do CD Around the World

Badi Assad lançou seu CD Wonderland em 2006, composto de releituras de Eurhythmics, Vangelis, Tori Amos, Cartola e Lenine entre outros. Wonderland entrou para a lista dos melhores 100 CDs do ano pela BBC de Londres, assim como entre os 30 melhores do site de maior visitação da internet, Amazon.com.  
Em 2010, lançou seu primeiro DVD “Badi Assad”, comemorando vinte anos de carreira, produzido por ela e distribuído pelo selo Brasileiro Biscoito Fino. A direção do DVD é assinada pelo estreante Rodrigo Assad, filho de seu irmão Sérgio. Badi Assad também estreou como atriz, protagonizando “Agrégora” na ópera contemporânea “Opera das Pedras”, escrita pela artista plástica Denise Milan e co-dirigida pelo  diretor americano Lee Breuer (Mabou Mines).
Além deste trabalho em DVD, Badi também tem sua participação no DVD do Toquinho, uma apresentação em Paris com os “3 Guitars”, assim como o DVD da “Família Assad: Um songbook Brasileiro”. 
Em 2006, Badi também iniciou um novo projeto com seus irmãos, o famoso Duo Assad, mestres do violão clássico. Em 2007 Sofia, sua primeira filha, nasceu e Badi recolheu-se. Ainda sob efeitos da maternidade, foi responsável pela trilha da peça teatral infantil 'Convocadores de Estrelas', do grupo Seres de Luz, emprestou sua voz para 'Barulhinho Ruim', música tema da personagem Bel, criada especialmente para a re-estreia de Vila Sésamo, na TV Cultura (BR) e ao lado de Naná Vasconcelos compôs a trilha do documentário 'Children of the Amazon', da cineasta Denise Zmekhol.
Em julho de 2011, foi criado o Festival Assad para homenagear o trabalho da família como embaixadores da música brasileira pelo mundo. No ano seguinte, lançou 'Between Love and Luck', seu primeiro álbum independente para sua própria gravadora, pelo qual recebeu o prêmio de Melhor Compositor do Ano (APCA). Sua canção 'Pega no Coco' ganhou o Primeiro Lugar de Melhor Canção de World Music no USA International Songwriting Competition. Em julho deste mesmo ano Badi com voz, violão e kalimba, apresentou ao vivo todo o repertório de seu CD 'Verde' com a Companhia de Dança Baiana do Teatro Municipal (BTCA), na Bienal de Veneza, Itália. Além disso, a revista Rolling Stone Brasileira a selecionou entre os 70 melhores mestres da história do violão e guitarra da história brasileira.

Em janeiro de 2014, Badi foi contratada pela Guitar Festival Marathon em Nova York para compor a trilha sonora da exibição do filme mudo chinês The Goddess (1934). Convidada a também atuar no papel de curadora do Festival, Badi não apenas apresentou sua composição ao vivo no Merkin Hall de Nova York, mas também recebeu um destaque do New York Times como a Melhor Noite do Festival. Cantos de Casa, seu primeiro CD dedicado às crianças, ganhou o Troféu Cata-Vento de Melhor CD do Ano. 
Em 2015, Badi foi convidada para trabalhar com a organização, sediada em Chicago, GATC (Genesis at the Crossroads), que tem como foco principal a construção da paz mundial. Com eles Badi integra, como violonista e vocalista, o grupo multicultural Saffron Caravan, ao lado do vocalista marroquino Aaron Besoussan, do virtuoso alaudista israelense-árabe, Haytham Safia e do percussionista venezuelano Javier Saumme. Além disso, ela atua como palestrante nas mesas redondas promovidas pela GTCA sobre artes e transformação de conflitos, assim como é responsável pelo programa de música para o Genesis Academy Summer Institute, um programa educacional de treinamento de liderança e construção da paz para jovens internacionais de áreas de conflito.
Em 2016,  Hatched recebeu críticas aclamadas por trazer uma maneira ‘abrasileirada’ de interpretar hits mundiais de alguns ícones modernos, incluindo Lorde e Skrillex.
Em 2018, lançou seu primeiro livro, Volta ao Mundo em 80 Artistas (Pólen Livros), com show homônimo. Também foi neste ano que Badi foi convidada para participar do projeto Stringshot, gravando com o lendário guitarrista de blues Roy Rogers e o virtuoso harpista e violinista Carlos Reyes. 
O filme sobre sua vida e trajetória 'BADI', dirigido por Edu Felistoque, foi nomeado Melhor Filme pelo The FestCine Maracanaú em Fortaleza, teve sua estreia internacional no Summer Brazil Summer 2018 em Nova York e em Dezembro ganhou como  Melhor Documentário no LABAFF (Los Angeles Brazilian Festival de Cinema). Em Junho de 2020 foi selecionado para participar do prestigiado 'Festival du Cinéma de Paris' (2020). 
Em julho de 2021 Badi lançou a série 'Badi Music' em seu canal do Youtube, onde compartilha pílulas de suas ideias musicais originais (para violão e voz). Em outubro lançou o cd 'Around the World', somente com sua voz e violão, inspirado no show e livro 'Volta ao mundo em 80 artistas', pela gravadora Norte-americana Ropeadope. Também para seu canal do Youtube, Badi lançou, em Março de 2021, uma série de video-shows chamada 'Volta ao mundo com convidados', trazendo os nomes Fernandinho Beatbox, Carlinhos Antunes, Swami Jr, Lívia Mattos e Marcelo Pretto.

## Discografia
- Dança dos tons (1989) Independente LP
- Solo (1994) Chesky Records CD
- Rhythms (1995) Chesky Records CD
- Echoes of Brazil (1997) Chesky Records CD
- Chameleon (1998) i.e.music/PolyGram CD
- Nowhere (2003) INDEPENDENTE CD
- Three guitars (2003) Chesky Records CD
- Dança das Ondas (2003) GHA  CD
- Verde (2004) eDGe music/Universal CD
- Wonderland (2006)eDGe music/ Universal CD
- Badi Assad (2010) DVD/ Biscoito Fino
- Amor e outras manias crônicas (2012)  Núcleo Contemporâneo
- Between Love and Luck (2013)
- Cantos de Casa (2014)
- Two Worlds One (2015)
- Singular (2016)
- Stringshot (2018)
- Around the world (2020)